# Cristuru Secuiesc
Cristuru Secuiesc (Hongaars: Székelykeresztúr) is een stad (oraș) en gemeente in het Roemeense district Harghita. De stad is gelegen op de rechteroever van de Târnava Mare. De meerderheid van de 9650 inwoners (2011) is Szekler, de stad maakt onderdeel uit van het Szeklerland.
De gemeente telt naast de stad nog twee dorpen: Beteşti (Hongaars: Betfalva, tot 2004 onderdeel van Mugeni) en Filiaş (Fiatfalva).

## Geschiedenis
De stad wordt in 1333 voor het eerst genoemd ("de Sancta Cruce"). Al in de 11e of 12e eeuw was er sprake van een romaanse kerk. In 1459 kreeg de plaats voor het eerst stadsrechten, die ze tot 1886 behield. In die periode wordt de stad na jarenlang onderdeel te zijn geweest van het vorstendom Transsylvanië onderdeel van Hongarije. Dit duurt tot 1920, als geheel Transsylvanië onderdeel wordt van Roemenië. Tussen 1940 en 1944 is de stad opnieuw onderdeel van Hongarije als onderdeel van Noord-Transsylvanië. 
In 1957 kreeg de plaats opnieuw stadsrechten.

## Demografie
In 1910 had de stad 3.886 inwoners. In 2002 telde de stad 9.672 inwoners waarvan 9.201 Hongaren (95,1%), 239 Roma, 220 Roemenen en 12 Duitsers.

## Partnersteden
Cristuru Secuiesc onderhoudt stedenbanden met tien plaatsen in Hongarije (Ajka, Csurgó, Derecske, Dévaványa, Dunakeszi, Kalocsa, Karcsag, Kunszentmiklós, Lánycsók, Pesterzsébet (Budapest XX) en Somogybabod) en daarnaast met Senta (Servië) en Moldava nad Bodvou (Slowakije), eveneens plaatsen waar veel Hongaren wonen.

## Afbeeldingen

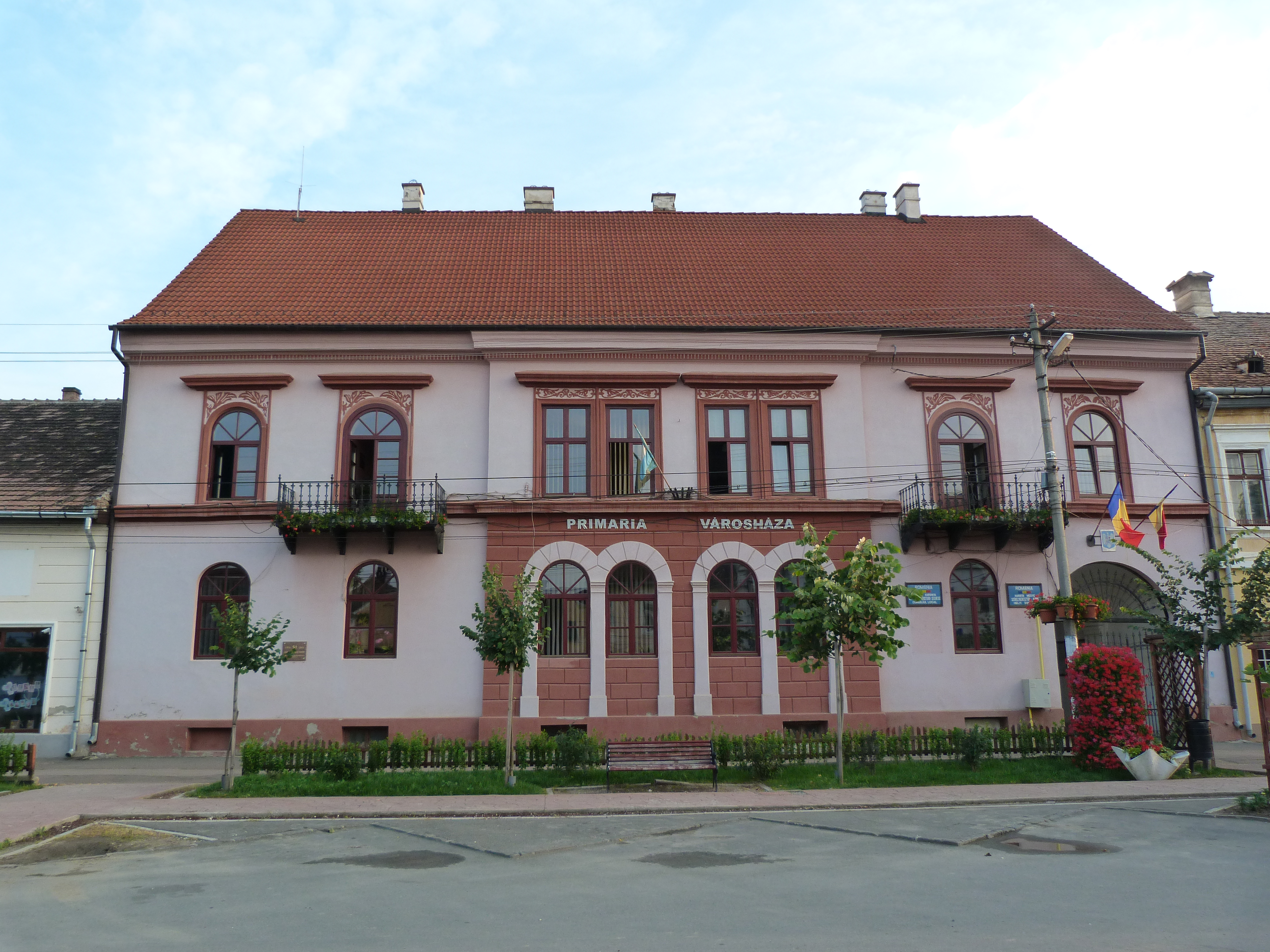
Het stadhuis
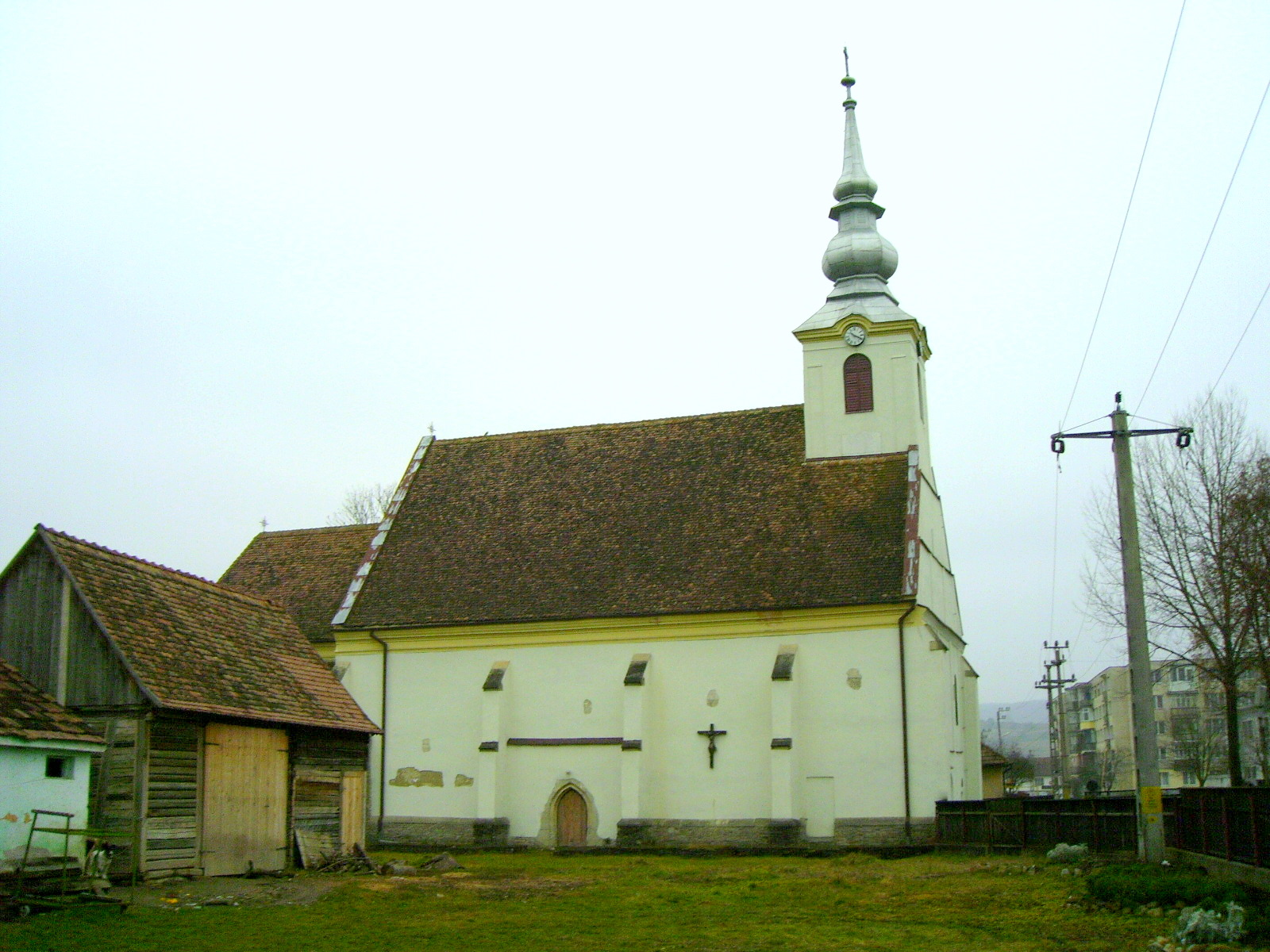
Katholieke kerk in het stadscentrum
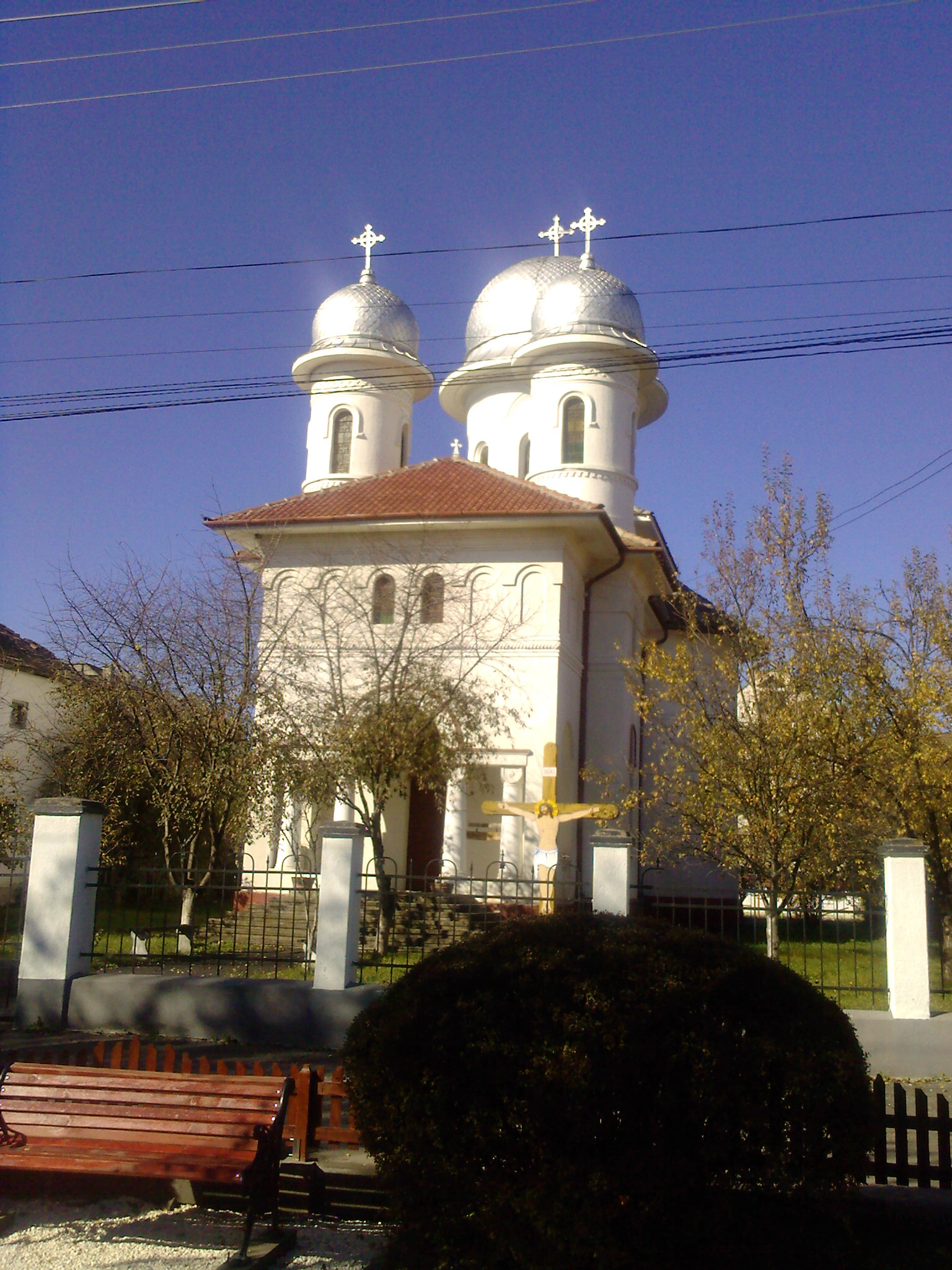
Orthodoxe kerk
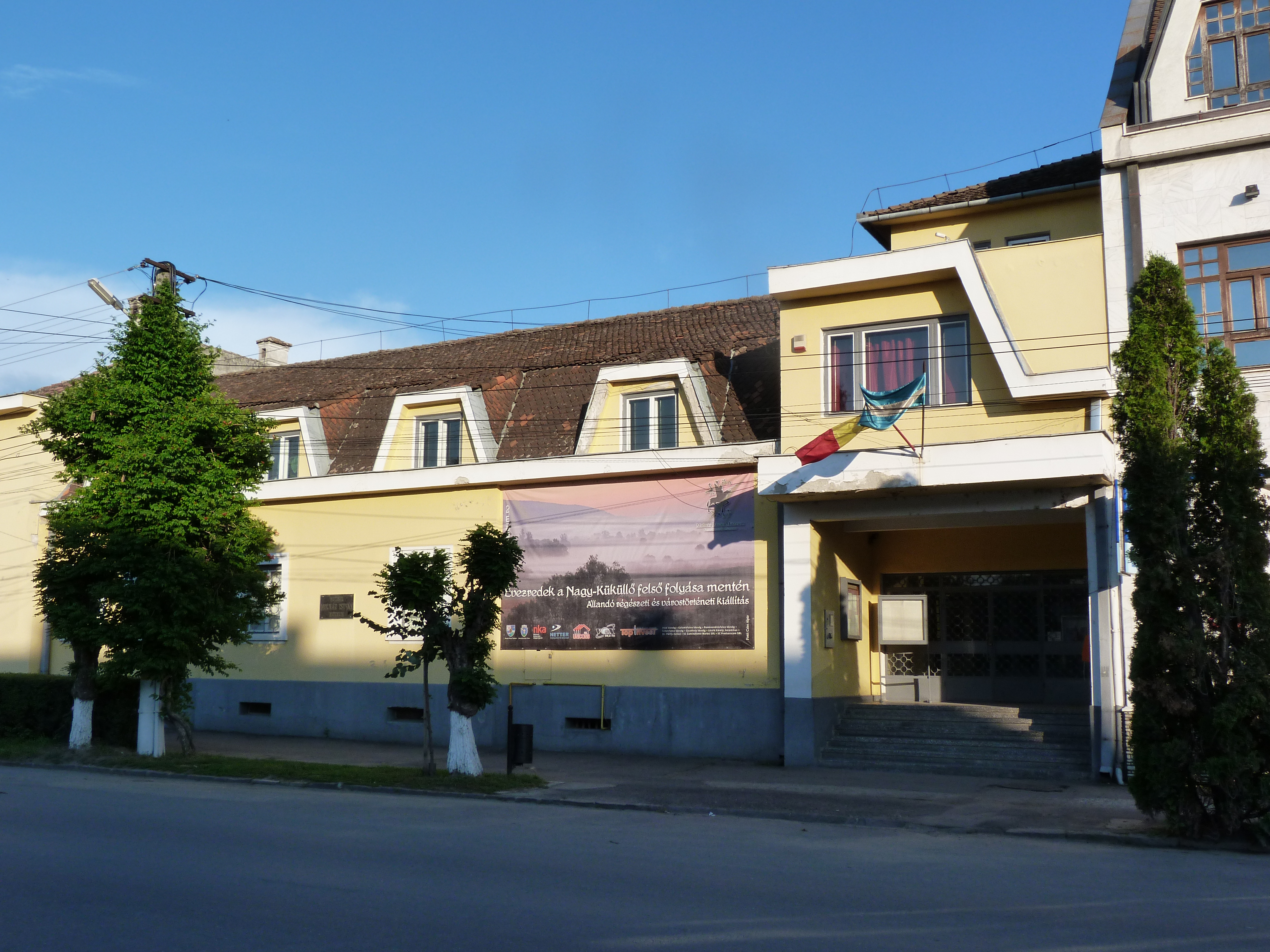
Het István Molnár-museum
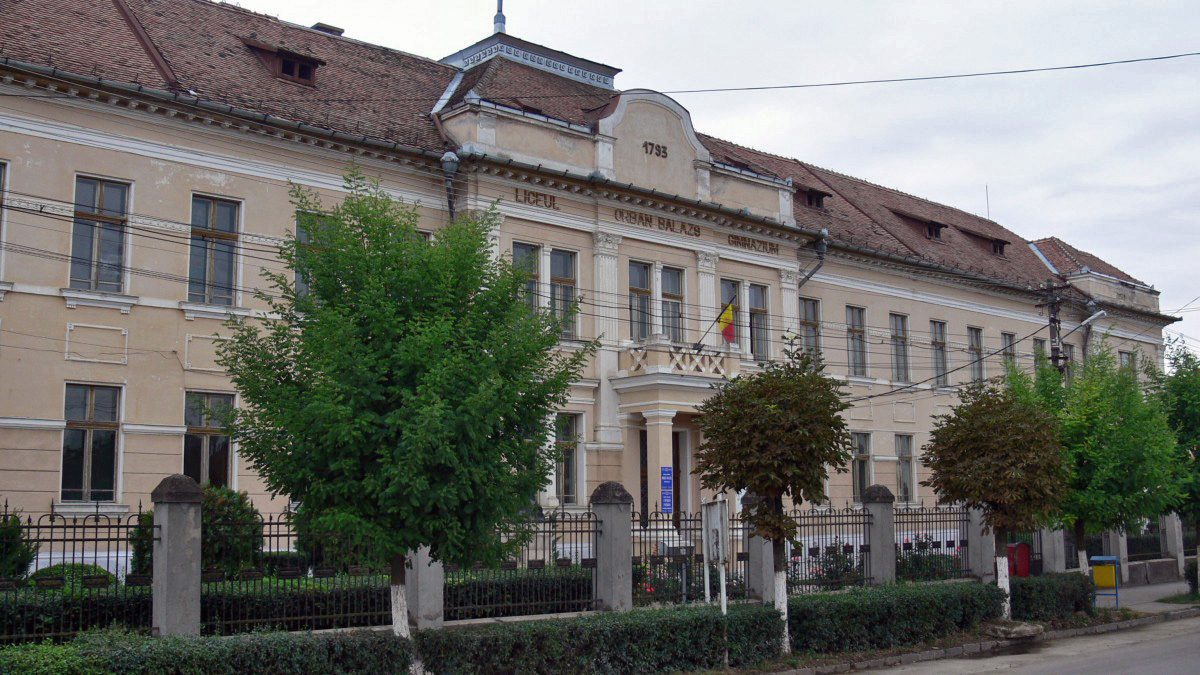
Het Balázs Orbán-gymnasium